# Dăjdovnița, Kărdjali
Dăjdovnița (în bulgară Дъждовница) este un sat în comuna Kărdjali, regiunea Kărdjali,  Bulgaria. 

## Demografie
Componența etnică a satului Dăjdovnița
     Turci (99,26%)
     Nicio identificare (0,73%)
     Altele (0%)
La recensământul din 2011, populația satului Dăjdovnița era de 136 locuitori. Din punct de vedere etnic, majoritatea locuitorilor (99,26%) erau turci. Pentru 0,73% din locuitori nu este cunoscută apartenența etnică.